# Гвинтовский сельский совет
Гвинтовский сельский совет (укр. Гвинтівська сільська рада) — входит в состав
Бурынского района
Сумской области
Украины.
Административный центр сельского совета находится в 
с. Гвинтовое
.

## Населённые пункты совета
- с. Гвинтовое
- с. Коновалово
- с. Нечаевка
- с. Шевченково